# Черношиест лебед
Черношиестият лебед (Cygnus melancoryphus) е вид птица от семейство Патицови (Anatidae).

## Разпространение и местообитание
Разпространен е в Аржентина, Бразилия, Уругвай, Фолкландски острови и Чили.